# Carchi
Carchi je rijeka u Ekvadoru. Izvire na obroncima vulkana Chiles, na nadmorskoj visini 4,698 metara, na granici Ekvadora i Kolumbije. Rijeka teče prema istoku preko visoke visoravni El Angel. Carchi ima ukupni tok od oko 25 km, nakon čega se ulijeva u Guáitaru (pritok Patíe), kao desni pritok, na dijelu gdje Guáitara prati ekvadorsko-kolumbijsku granicu.
Narod Pasto živio je uz rijeku Carchi u predkolumbovsko doba. Živjeli su na najsjevernijoj točki Carstva Inka, koji ih nikada nisu u potpunosti pokorili. Inke i rani španjolski kolonisti poznavali su Carchi kao rijeku Angasmayo. Prirodni kameni most u Rumichaci bio je najsjevernije uporište Carstva Inka.

## Vanjske poveznice
|  | Zajednički poslužitelj ima još gradiva o temi Carchi |

- Rand McNally, Novi međunarodni atlas, 1993.
- GEOnet Names Server Archived
- Procjena vodnih resursa Ekvadora